# Ainan
Pour l’article homonyme, voir Ainan (Ehime).
L'Ainan est une rivière du sud-est de la France, dans le département de l'Isère, en région Auvergne-Rhône-Alpes, et un affluent de la rive gauche du Guiers, donc un sous-affluent du Rhône.

## Géographie
La longueur de son cours d'eau est de 16 km.
L'Ainan prend sa source dans les marais de Chirens, à 458 m d'altitude, et s'écoule ensuite dans le val portant son nom. Ce dernier fut formé sous l'action des glaciers et se présente de nos jours sous la forme de piémont. Le val d'Ainan s'étend au pied des terres-froides du Viennois (Bas-Dauphiné) à la Chartreuse. L'Ainan conflue en rive du Guiers quelques kilomètres plus loin au nord de Voissant, à l'est de la commune de Saint-Albin-de-Vaulserre, à environ 280 m d'altitude.

### Dénomination
Le territoire traversé par l'Ainan est connu sous le nom de Val-d'Ainan, et parfois de Valdaine, à ne pas confondre avec la Valdaine, région naturelle située à l'est de Montélimar.

### Communes et cantons traversés
Dans le seul département de l'Isère, l'Ainan traverse six communes :
- dans le sens amont vers aval : Chirens (source), Massieu, Saint-Geoire-en-Valdaine, Saint-Bueil, Voissant, Saint-Albin-de-Vaulserre (confluence).

Soit en termes de cantons, l'Anion prend source dans le canton de Voiron, traverse le canton de Saint-Geoire-en-Valdaine, et conflue dans le canton de Pont-de-Beauvoisin, le tout dans les arrondissements de Grenoble et de la Tour-du-Pin.

### Bassin versant
L'Ainan traverse une seule zone hydrographique « le Guiers du Guiers Vif au Tier » (V152) de 473 km2 de superficie. Ce bassin versant est constitué à 61,57 % de « forêts et milieux semi-naturels », à 36,03 % de « territoires agricoles », à 2,11 % de « territoires artificialisés », à 0,34 % de « zones humides ».

### Organisme gestionnaire
L'organisme gestionnaire est le SIEGA ou Syndicat Interdépartemental mixte des Eaux et d'assainissement du Guiers et de l'Ainan,, dont le siège est à Pont-de-Beauvoisin.

## Affluents
L'Ainan a sept affluents référencés :
- Le Cras (rg[note 1]), 2,4 km sur les deux communes de Bilieu (source), et Chirens (confluence).
- le ruisseau de la Frédière (rg), 3,4 km sur les deux communes de Saint-Sulpice-des-Rivoires (source), et Chirens (confluence).
- le ruisseau de Crozarieu (rd), 2,5 km sur les deux communes de Merlas (source), et Massieu (confluence).
- le ruisseau de la Gorge (rg), 2,5 km sur la seule commune de Saint-Geoire-en-Valdaine.
- le ruisseau de la Cascade (rg), 2,3 km sur la seule commune de Saint-Geoire-en-Valdaine.
- l'Aigueblanche (rd), 5,4 km sur les deux communes de Merlas (source), et Saint-Geoire-en-Valdaine (confluence).
- le ruisseau du Brut (rg), 1,3 km sur la seule commune de Saint-Albin-de-Vaulserre.

### Rang de Strahler
Le rang de Strahler est donc de deux.

## Hydrologie

### L'Ainan à Saint-Geoire-en-Valdaine
Le débit de l'Ainan a été observé sur une période de 20 ans (1972 à 1985 à la station V1525410, lors de l'année 1994 et de 1996 à 2001 à la station V1525420) à Saint-Geoire-en-Valdaine, localité du département de l'Isère, au pont de la Martinette, située à peu de distance de son confluent avec le Guiers. Le bassin versant de la rivière est de 45 km2, à 398 m d'altitude et de 41 km2, à 400 m d'altitude.
Le module de la rivière à Saint-Geoire-en-Valdaine est de 0,983 m3/s.
L'Ainan présente des fluctuations saisonnières de débit assez importantes et typiques d'une alimentation en grande partie pluviale, avec des débits moyens mensuels s'élevant à 1,44 m3/s en février et mai. À l'inverse en août, le débit moyen mensuel baisse jusqu'au niveau de 0,353 m3/s. Cela fait de lui un cours d'eau en règle générale peu abondant toute l'année.

### Crues
L'Ainan a connu dans son passé de nombreuses crues dans les années entre 1720 et 1740, en 1840, 1852, 1897 et 1934. Mais celles-ci étaient de faible importance par rapport à celle qui frappa le val d'Ainan en 2002.
À la suite de violents orages s'étant abattus le 6 juin 2002 sur le val d'Ainan, ce dernier et ses affluents sont sortis de leurs lits et ont inondé de nombreuses zones agricoles et urbanisées, causant la mort d'une personne sur la commune de Saint-Geoire-en-Valdaine. Quinze communes environnantes de Saint-Geoire-en-Valdaine et de Pont-de-Beauvoisin furent déclarées en état de catastrophe naturelle et les dégâts furent chiffrés à plusieurs millions d'euros.
En cause, les fortes pluies qui s'abattirent ce jour-là (150 à 200 mm en 24 h), mais surtout le fait que les terres étaient déjà saturées en eau depuis le mois de mai à la suite des cumuls des précipitations, celle-ci furent supérieures de 80 à 90 % aux normales de cette période de l'année et causèrent en plus des inondations, des coulées de boue et des glissements de terrain importants. Après la catastrophe fut menée une étude hydraulique qui mit en évidence le fait que les cours d'eau n'étaient pas assez entretenus et les ponts étaient sous-dimensionnés pour faire face à de telles crues.

## Écologie, ZNIEFF et Natura 2000

### ZNIEFF de type II: Val d'Ainan
Le 'val d'Ainan' est classé comme ZNIEFF (Zone naturelle d'intérêt écologique, faunistique et floristique) de type 2. Il conserve l'un des complexes tourbeux parmi les plus riches de l'Isère, et est aussi l'un des plus vastes du département grâce à ses 1659 hectares entourant la rivière de l'Ainan. Il met en scène une large palette de milieux naturels remarquables (prairies à Molinie et milieux associés…), bénéfiques à de nombreuses espèces végétales intéressantes comme la Dactylorhize de Traunsteiner, Laîche des bourbiers, Rossolis à feuilles longues, Spiranthe d'été.
L’avifaune y est également riche et intéressante (ardéidés, busards, fauvettes aquatiques...), tout comme l’entomofaune (papillon Cuivré des Marais, nombreuses libellules…), les amphibiens (Triton crêté) ou la faune piscicole (Lamproie de Planer). De nombreux mammifères peuplent également cette zone (Campagnol amphibie, Crossope aquatique, Putois, nombreux chiroptères ; la loutre...).
Cet ensemble écologique est ainsi un espace important pour la préservation de nombreuses espèces animales et végétales en leur permettant d'y trouver de quoi se nourrir et se reproduire.

### ZNIEFF de type I et Natura 2000: marais du Val d'Ainan
Les 'Marais du val d'Ainan' sont classés comme ZNIEFF (Zone naturelle d'intérêt écologique, faunistique et floristique) de type 1, depuis 2007, pour 307 hectares sur les trois communes de Chirens, Massieu, et Saint-Geoire-en-Valdaine, et est aussi inventorié dans le Site Natura 2000, pour 247 hectares et est considéré comme SIC ou site d'intérêt communautaire depuis le 7 novembre 2013

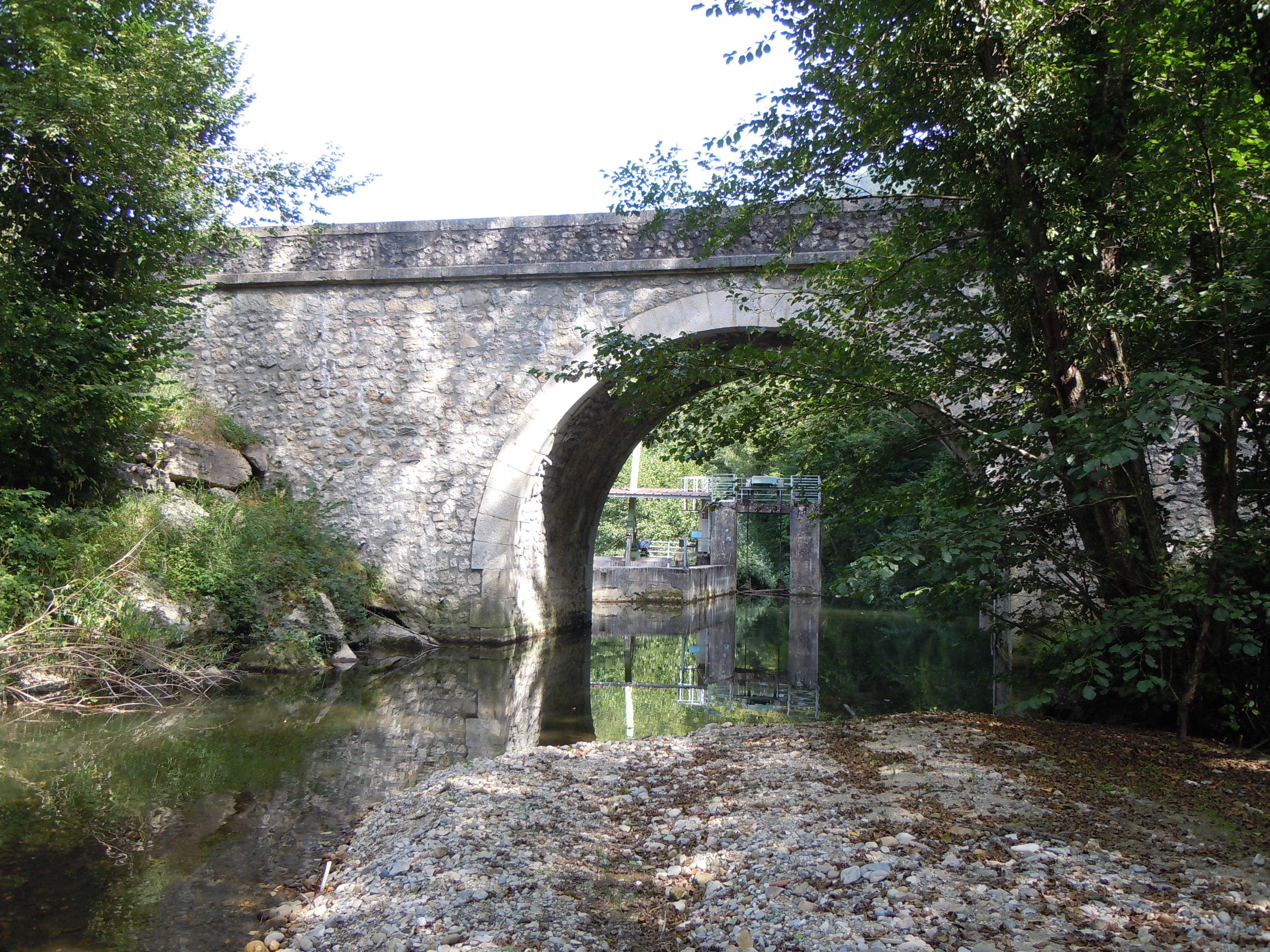
Pont sur l'Ainan à Saint-Bueil.